# Simin Danesjwar
Simin Danesjwar (of Daneshwar, Daneshvar, Perzisch: سیمین دانشور) was een Perzische schrijfster (28 april 1921 – 8 maart 2012).
Het beroemdste werk van Danesjwar was de roman "Suvashun" (Het Offer) dat in 1995 door Jan ter Haar naar het Nederlands werd vertaald.
In dit verhaal wordt het huiselijk leven van de vrouw Zari en haar idealistische echtgenoot Josoef, een feodale landheer, vermengd met de gebeurtenissen aan het eind van de Tweede Wereldoorlog als het Engelse leger het zuiden van Iran bezet. Het is een tijd van grote conflicten in Iran, die niet alleen de traditionele verhoudingen op losse schroeven zetten, maar ook het leven van degenen die deel uitmaken van Zari's familie dreigen te verstoren.
Simin Danesjwar was de eerste vrouw in de geschiedenis van de Perzische literatuur die op professionele basis romans schreef. De werken van Danesjwar hebben tot de best verkochte exemplaren van de Perzische literaire boeken behoord.
Danesjwar overleed op 8 maart 2012 op de leeftijd van 90 jaar in haar huis in Teheran
- Bibliothèque nationale de France: cb135183023 (data)
- Gemeinsame Normdatei: 115412646
- International Standard Name Identifier: 0000 0001 0958 7432
- Library of Congress Control Number: n86821344
- Nationale Bibliotheek van Tsjechië: jx20080307008
- Nationale Bibliotheek van Israël: 987007602457905171
- Nationale Bibliotheek van Polen: a0000003657109
- LIBRIS: 174340
- SNAC: w66d7jm5
- Système universitaire de documentation: 050183974
- Virtual International Authority File: 19835979
- WorldCat: E39PBJwMybW7jCgHxdvx3WrQbd